# Miquel Martí i Pol
  Miquel Martí i Pol    (Roda de Ter, 19 de març de 1929 - Vic, 11 de novembre de 2003) fou un poeta, escriptor i traductor català, dels més populars del segle xx. És l'autor d'un dels llibres poètics més venuts de la literatura catalana, Estimada Marta (1978).
Els seus poemes parlen de la vida interior, de la lluita contra un sistema que considera injust i de la batalla contra la malaltia que l'acompanyaria durant més de trenta anys, l'esclerosi múltiple.

## Biografia
Miquel Martí i Pol va néixer el 19 de març de 1929 a la població de Roda de Ter, situada a la comarca d'Osona. De família humil, va estudiar a l'escola del poble fins als 14 anys. Poc després va entrar a treballar a la fàbrica Tecla Sala, que tothom coneixia amb el nom de La Blava. En aquell moment ja va començar a escriure poemes en castellà i, als 15 anys, va publicar els primers versos en una revista local.
El 1946 va fer les primeres temptatives d'escriure en català. Anys més tard va renunciar a publicar en castellà i, de fet, no va enviar a impremta cap dels poemes escrits en aquesta llengua, tots anteriors al 1948. Aquell mateix any, als 19 anys, va patir una tuberculosi pulmonar i va haver de passar dotze mesos al llit. Va ser durant aquesta llarga convalescència que va descobrir els grans poetes catalans. La influència dels grans noms de la literatura catalana es va començar a notar. En els versos li van començar a aparèixer alguns trets de la poesia neopopular i del mestratge ribià. Era l'inici de la poesia social. Amb el temps, Martí i Pol també agafaria com a referència altres models contemporanis com Joan Vinyoli, Blai Bonet i Albert Manent. Sense oblidar el nom del poeta Salvador Espriu, convertit, després de la publicació de La pell de brau, en tot un símbol de la lluita antifranquista.
El 1953 es va presentar al Premi Óssa Menor i el va guanyar amb el llibre Paraules al vent (1954). Va ser l'inici d'una etapa d'introspecció i de recerca en els paràmetres de la metafísica i de la pregària amb el ressò de Blai Bonet. El 1955, a Palma, va publicar Quinze poemes (1955). La ploma del poeta, però, va tornar a la poesia de caràcter social i a la dècada del 1950 va apel·lar a la col·lectivitat i a l'orgull de classe; va publicar les obres El fugitiu i La fàbrica (1959), que no veurien la llum fins als anys setanta. El 1966 va publicar El poble, on es percep la influència directa dels versos de Jacques Prévert.
Es va casar amb Dolors Feixas el 1956, amb qui va tenir una filla el 1958 que es deia Maria Àngels Martí Feixas i un fill el 1965 que es deia Jordi Martí Feixas. Durant la dictadura franquista va participar en moltes activitats culturals catalanistes, i va col·laborar amb el PSUC.
El 1969 van començar a aparèixer els primers símptomes de la malaltia que l'acompanyaria fins a la mort i que, a poc a poc, el deixaria sense mobilitat i amb dificultats de parla, l'esclerosi múltiple, la qual cosa va causar que l'any 1973 hagués d'abandonar la feina a la fàbrica. Tot i les restriccions imposades per la malaltia, va continuar publicant molta poesia de gran qualitat. El 1971 va ser finalista del Premi Carles Riba de poesia amb el llibre de poemes Vint-i-set poemes en tres temps (1972), que tot just s'inicia: «Mireu-me bé: sóc l'altre». La malaltia traspuaria a la seva obra, com una metàfora del moment polític. L'esclerosi l'incapacitava, com el govern franquista incapacitava des de feia anys el poble català. El poeta havia pres consciència feia temps dels problemes de la classe treballadora i la poesia pretenia ser la veu d'un poble emmudit i malalt. En aquella època se sentia més lliure i va publicar La fàbrica (1972), uns versos en els quals la ploma de Miquel Martí i Pol era molt més satírica. El poeta havia trobat una nova manera de parlar del món.
El 1978 rep un homenatge a la Setmana Popular d'Osona, organitzada per la comissió de cultura del PSUC, amb l'assistència de poetes com Vicent Andrés Estellés, Pere Quart, Joan Brossa, Joan Vinyoli, Ramon Pinyol i Balasch i Xavier Bru de Sala, entre d'altres.
Martí i Pol veia la mort molt a prop, però mantenia l'esperança i no es donava per vençut. La lluita vital s'escola pels versos del llibre Estimada Marta (1978), un best-seller poètic de la literatura catalana. El poble català, finalment, començava a despertar-se després de més de 30 anys de foscor i de silenci sota la dictadura de Francisco Franco i, al poeta, se li va estabilitzar la malaltia. Aquest paral·lelisme patriòtic va culminar en el llibre L'àmbit de tots els àmbits (1981).
Una altra vegada, el poeta va tornar al món interior. El 1984 va morir la seva primera dona, Dolors Feixas, i la llarga malaltia, el dolor i l'enyorança es poden tocar quasi amb la punta dels dits a Andorra: postals i altres poemes (1983) i Llibre d'absències (1984), un altre volum que va aconseguir un gran ressò social. El poeta vivia moments de gran solitud i de nostàlgia per la desaparició de qui havia estat durant molts anys la seva companya i la lluita contra la desesperança i contra la mort es deixava entreveure en els seus versos. El llibre Els bells camins (1987) va ser un punt d'inflexió. Mentrestant, Martí i Pol s'havia tornat a casar, el 1986, amb Montserrat Sans.
La seva obra va ser musicada per nombrosos cantautors, entre els quals destaquen alguns dels components de la nova cançó com: Maria del Mar Bonet, Ramon Muntaner, Celdoni Fonoll o Rafael Subirachs, i la relació era especialment fructífera amb Lluís Llach.
Martí i Pol autodidacta, aprèn francès i es converteix en traductor al català de Saint-Exupéry, Simone de Beauvoir, Apollinaire, Flaubert, Zola, Racine, Huysmans i Gianni Rodari entre d'altres. I obté el Premi Ciutat de Barcelona de traducció.
La seva poesia ha estat traduïda per nombrosos idiomes: castellà, el portuguès, alemany, anglès, italià, flamenc, eslovè, búlgar, rus o japonès, entre d'altres.
A partir d'aquest moment va començar una etapa de producció en què el poeta, que envellia, utilitzava la ploma per reflexionar i per recordar. Aquesta etapa va tenir un moment cabdal a Un hivern plàcid (1994), on se li allarguen els poemes i els versos, fins que troba un adolescent que parla per ell en un embat de rebel·lia al Llibre de les solituds (1997). En cap moment utilitza les paraules per parlar de la solitud. Es tracta de poesia social escrita i publicada als anys noranta. Encara el seguiran tres llibres més: Abecedari: una joia solidària (2001), Haikús en temps de guerra (2002) i Després de tot (2002). I a més es publica un llibre pòstum amb poesia inèdita que clou la producció en volum solt, Quietud perduda (2004).
El 1997 el Parlament de Catalunya va proposar a Martí i Pol com a premi Nobel, amb l'aval de 400 ajuntaments. Abans, el 1984, un institut de Cornellà de Llobregat havia canviat el seu nom pel de Miquel Martí i Pol, cosa inhabitual tractant-se d'un poeta viu.
No es pot obviar l'amistosa i estreta col·laboració amb Lluís Llach en diversos muntatges i discos, sobretot a Un pont de mar blava (1993), Porrera (1995) i Temps de revoltes (2000).
La producció en prosa comprèn narracions recollides a Contes de la vila de R. i altres narracions (edició completa del 1989), proses escrites als anys cinquanta i seixanta; la correspondència amb Joan Vinyoli (1987); el conte En Joan Silencis (1988); dos llibres que pretenien ser dietaris i que va aplegar en el volum Jocs d'escacs (1994); Papers domèstics (1996), en què va seleccionar quaranta-cinc articles periodístics publicats entre el 1984 i el 1988, i el volum Què és poesia? (2000), que aplega quatre discursos i conferències. I nombroses traduccions, sobretot del francès al català.
Morí l'11 de novembre de l'any 2003 a l'hospital de la Santa Creu de Vic.

## Activitat literària

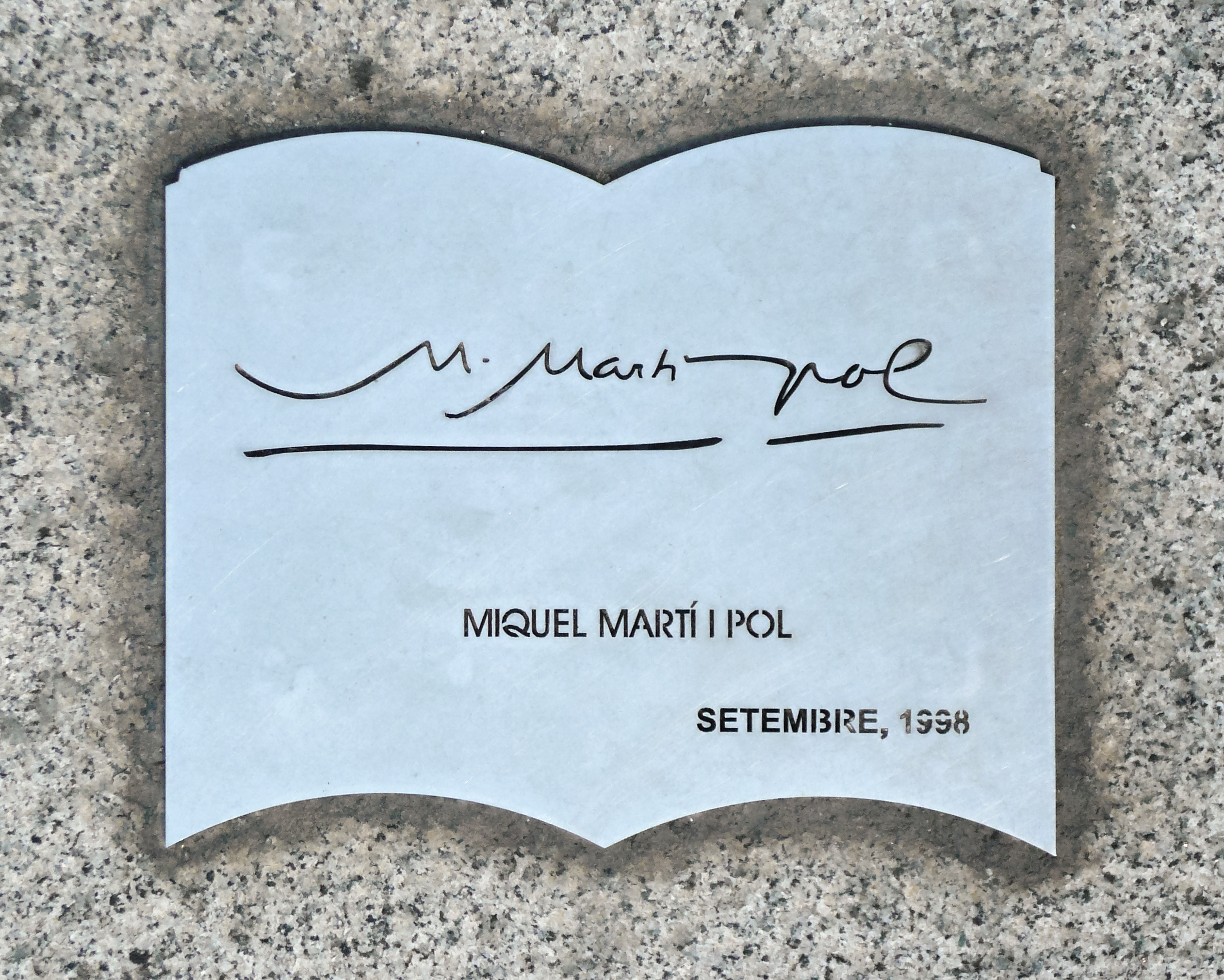
Placa amb la signatura de Miquel Martí i Pol al peu del monument al llibre, a Barcelona.

El 1953 va publicar el seu primer llibre de poesia i guanyà el Premi Óssa Menor amb Paraules al vent. L'any 1977 rebé el Premi Lletra d'Or per la seva obra El llarg viatge, i al llarg de la seva carrera va rebre tres vegades el Premi de la Crítica de poesia catalana: l'any 1979 per Estimada Marta, al 1991 per Suite de Parlavà i al 1994 per Un hivern plàcid.
Durant les últimes dècades del segle xx, la seva obra va esdevenir popular entre el públic en general. Al moment de la seva mort, Martí i Pol era el poeta viu en llengua catalana més llegit i més conegut.
També va destacar com a traductor al català d'Antoine de Saint-Exupéry (Ciutadella, en col·laboració amb Jordi Sarsanedas, 1965), Georges Arnaud (El salari de la por, 1968), Simone de Beauvoir (La mesura de l'home, 1969), Claude Lévi-Strauss (Tristos tròpics, 1969, El pensament salvatge, 1971), i d'obres de Guillaume Apollinaire, Gustave Flaubert, Émile Zola, Jean Racine, Joris-Karl Huysmans i Roland Barthes, entre d'altres.

### Obra publicada
Miquel Martí i Pol va ser un autor prolífic. S'han publicat al llibre de butxaca Poesia completa (2008) tots els seus llibres, però de manera exhaustiva es pot comptar amb els quatre volums de l'Obra poètica que ha publicat Edicions 62 a Clàssics catalans del segle XX (1989 – 2004), on s'inclouen, a més a més, apèndixs, llibres de bibliòfil i altres poemes no recollits en llibre.
| - 1954: Paraules al vent - 1957: Quinze poemes - 1966: El Poble - 1972: La fàbrica - 1972: Vint-i-set poemes en tres temps - 1974: La pell del violí - 1976: Cinc esgrafiats a la mateixa paret - 1975: L'arrel i l'escorça - 1976: El llarg viatge - 1976: Quadern de vacances - 1977: Amb vidres a la sang - 1977: Crònica del demà - 1978: Contes de la vila de R. - 1978: Estimada Marta - 1978: L'hoste insòlit - 1980: Les clares paraules - 1981: L'àmbit de tots els àmbits - 1982: Primer llibre de Bloomsbury - 1983: L'aniversari - 1984: Andorra, postals i altres poemes | - 1984: Autobiografia - 1984: Cinc poemes d'iniciació - 1985: Llibre d'absències - 1985: Per preservar la veu - 1987: Barcelona-Roda de Ter - 1987: Els bells camins - 1987: En Joan Silencis - 1988: Obertura Catalana - 1988: Bon profit! - 1989: Defensa siciliana - 1990: Temps d'interludi - 1991: Suite de Parlavà - 1994: Un hivern plàcid - 1997: Els infants componen cançons - 1997: Llibre de les solituds - 1998: Cinc poemes de possibles variacions melangioses - 1999; Antologia poètica- amb els ulls oberts - 2001: ABCEDARI. Una joia solidària - 2002: Haikús en temps de guerra - 2002: Després de tot |

La seva obra ha estat traduïda al castellà, asturlleonès, portuguès, francès, alemany, anglès, italià, neerlandès, hebreu, eslovè, búlgar, rus i japonès.

### Premis
Al llarg de la seva carrera literària va rebre diversos premis, entre ells:
- 1953 Premi Óssa Menor pel llibre Paraules al vent
- 1978 Premi Fastenrath[7]
- 1983 Creu de Sant Jordi[3]
- 1991 Premi d'Honor de les Lletres Catalanes[3]
- 1992 Medalla d'Or al Mèrit en les Belles Arts[3]
- 1998 Premi Nacional de Literatura[3]
- 1998 Premi Crítica Serra d'Or de poesia per Llibre de les solituds[3]
- 1999 Medalla d'Or de la Generalitat de Catalunya
- 2000 Premi Trajectòria
- 2002 Premi Laureà Mela i Espinosa[8]
- 2004 Premi Nacional Joan Coromines (a títol pòstum)

A més, fou nomenat doctor honoris causa per la Universitat Autònoma de Barcelona el 1999 i, a títol pòstum, per la de Girona el 2017.

### Llegat
L'any 1999 – any del setantè aniversari de Miquel – es crea l'Associació d'Amics de Miquel Martí i Pol, dirigida per Ramon Besora Oliva (escriptor i amic del poeta) amb la finalitat de dur a terme i promocionar tota classe d'activitats relacionades amb el poeta per tal de defensar els interessos socials, professionals i culturals del poeta.
La biblioteca Bac de Roda és qui s'ha encarregat d'acollir el llegat de Miquel Martí i Pol i per això presenta l'Espai Miquel Martí i Pol, associat a la Fundació Miquel Martí i Pol i dins el qual trobem el centre d'interès Miquel Martí i Pol i el fons documental de l'autor.
També s'ocupen del llegat la Fundació Miquel Martí i Pol, que es constitueix al 17 de novembre del 2006 amb l'objectiu de contribuir a la consolidació del llegat cultural, educatiu i social del poeta Martí i Pol, i el centre d'interès Miquel Martí i Pol, que disposa de tots els documents que la biblioteca ha anat recollint sobre la figura del poeta per oferir un servei d'informació especialitzat en la vida i obra de Miquel Martí i Pol. Tots aquests documents estan catalogats i es poden consultar a través del catàleg col·lectiu de la Xarxa de Biblioteques Municipals de la Diputació de Barcelona, són d'accés lliure i es poden emportar en préstec.
El fons documental es va crear el 2003, poc abans de la mort de l'autor, quan el matrimoni format per Miquel Martí i Pol i Montserrat Sans va signar un acord en el qual cedien el seu fons a la Diputació de Barcelona perquè aquesta en tingués cura i en fes difusió. Aquest fons consta de tres unitats: el fons bibliogràfic, que conté 7644 registres de llibres i uns 1000 exemplars de revistes catalogats i que es poden consultar a través del catàleg de la biblioteca, els documents d'arxiu personal format per 49 caixes, tot inventariat; i un total de 110 obres, algunes de les quals són exposades a la biblioteca de forma permanent.

### Patrimoni literari
Per una banda, l'ajuntament de Roda, juntament amb la Fundació Miquel Martí i Pol, organitzen tres rutes literàries: La Ruta Literària de Miquel Martí i Pol, una ruta teatralitzada: Crònica d'uns ulls poetes i una Ruta per alumnes de primària. La primera ruta recorre el poble de Roda de Ter i lliga el paisatge vital del poeta amb la seva obra. La ruta s'ha organitzat en divuit punts de lectura que ressegueixen els indrets on Martí i Pol es va formar com a persona i com a poeta: la casa on va néixer, les escoles on va estudiar, la fàbrica tèxtil on va treballar, les diferents cases on va viure i altres espais lligats íntimament a les seves vivències. Es pot seguir amb el text de Llorenç Soldevila Ruta literària de Miquel Martí i Pol. Barcelona, Edicions Proa, 2004, o es pot concertar una ruta guiada. La segona, la ruta teatralitzada, es tracta d'una ruta poètica i teatral que requereix participació dels assistents per tal de conèixer el poeta en la seva essència, la poesia i la seva vila. La ruta per alumnes de primària mostra els indrets i les imatges que formen part de la vida de l'autor i permet presentar l'obra a través del seu paisatge vital gràcies al fet que Miquel Martí i Pol va viure sempre a Roda. La ruta ofereix 7 punts: la casa on va néixer, la Blava, l'escola, el teatre, la biblioteca, la plaça del Poeta i el cementiri. Tots els punts van acompanyats d'il·lustracions de l'artista Subi (Joan Subirana) i la locució dels textos ha estat feta pels alumnes de 6è de les dues escoles de Roda de Ter.
Per altra banda, el Consell Comarcal d'Osona, amb la col·laboració de la Fundació Jacint Verdaguer, l'Ajuntament de Folgueroles, la Fundació Miquel Martí i Pol i l'Ajuntament de Roda de Ter i l'Ajuntament de les Masies de Voltregà, organitzen una ruta que porta el nom de “Paisatges Escrits a la Plana de Vic: Verdaguer i Martí i Pol”. El punt de partida d'aquesta ruta podria ser el museu Verdaguer de Folgueroles i finalitza a Roda de Ter havent seguit l'antic camí que feien les fabricantes (dones que anaven a treballar, des de Folgueroles, a les indústries tèxtils de Roda de Ter). Es visita el museu del poeta Jacint Verdaguer i es fa un recorregut fins a arribar a les envistes del Ter, on es veu el riu i la fàbrica la Blava. Finalment, a la Biblioteca Bac de Roda es pot visitar el llegat de Miquel Martí i Pol i a través del camí que unia diverses masies de la Plana de Vic es torna a arribar a Folgueroles.

### Discografia
Han estat molts els cantants que han musicat alguns dels seus poemes, com per exemple:
- Maria del Mar Bonet, A l'Olympia (1975)
- Ramon Muntaner, Presagi (1976)
- Teresa Rebull, També per tu (1981)
- Lluís Llach, I amb el somriure, la revolta (1982)
- Nina, Espai pel somni (2001)
- Paco Muñoz, Collarets de llum (2001)
- Vidres a la Sang, Vidres a la Sang (2004)

El 1993 inicià una fructífera col·laboració amb Lluís Llach, amb el qual publicà el disc Un pont de mar blava, amb textos de Martí i Pol i música de Llach. Posteriorment, tornà a col·laborar amb ell a Rar (1994), Porrera-Món (1995) i Temps de revoltes (2000).